# Luis Federico Leloir
Luis Federico Leloir (ur. 6 września 1906 w Paryżu, zm. 2 grudnia 1987 w Buenos Aires) – argentyński lekarz i biochemik, laureat Nagrody Nobla.

## Życiorys
Dziadkowie Leloira wyemigrowali do Argentyny z Kraju Basków. W 1906 roku jego rodzice, Federico i Hortensia Aguirre Leloir, przyjechali  z Buenos Aires do Francji, chcąc poddać operacji chorującego Federica. Zmarł on tam w sierpniu 1906, a Luis Federico Leloir urodził się tydzień po jego śmierci. Jako urodzony we Francji miał francuskie obywatelstwo.
Leloir powrócił do Argentyny w 1908 roku. Po osiągnięciu pełnoletniości przyjął obywatelstwo argentyńskie i podjął studia na Wydziale Medycznym Uniwersytetu w Buenos Aires.
W latach 20. XX wieku Leloir przypuszczalnie jako pierwszy przygotował  sos golf (salsa golf), podawaną do owoców morza mieszankę keczupu i majonezu w odpowiednich proporcjach. Sos był podawany na polu golfowym „Ocean Club” w Mar del Plata, stąd nazwa. W późniejszych latach Leloir żartował, że gdyby wówczas opatentował sos, miałby więcej pieniędzy na badania naukowe.
W 1932 roku uzyskał tytuł lekarza medycyny i rozpoczął praktykę w szpitalu klinicznym. Uznał jednak, że nie ma podejścia do pacjenta, i podjął pracę naukową w Instytucie Fizjologii, w którym współpracował z późniejszym noblistą w dziedzinie fizjologii i medycyny, Bernardo Houssayem. Zajmował się głównie procesami zachodzącymi w nadnerczu oraz metabolizmem węglowodanów.

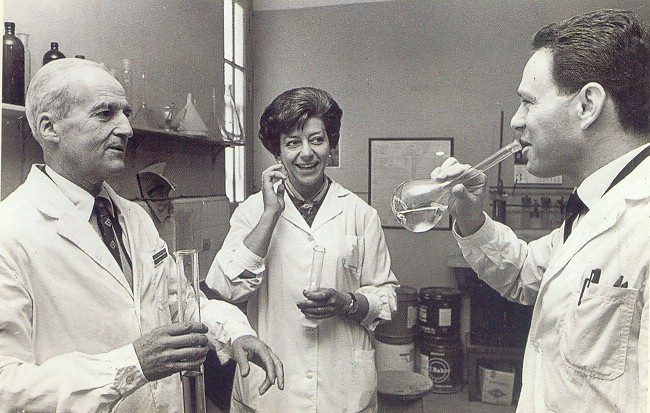
Leloir (z lewej) i współpracownicy świętują otrzymanie Nagrody Nobla (grudzień 1970)

W 1936 wyjechał na roczny staż do Anglii na Uniwersytecie w Cambridge, gdzie pracował pod kierunkiem innego noblisty, Fredericka Hopkinsa. Po powrocie do Argentyny zajmował się, między innymi, zachodzącym w wątrobie utlenianiem kwasów tłuszczowych oraz tworzeniem się angiotensyny.
W 1943 poślubił Amelię Zuberbuhler; ich córka również otrzymała imię Amelia.
W 1948 Leloir wraz z grupą współpracowników rozpoczął badania nad metabolizmem galaktozy. Doprowadziły one do wyizolowania szeregu nieznanych dotąd nukleotydów cukrów, w tym glukozodifosforanu.
W 1970 otrzymał nagrodę Nobla w dziedzinie chemii za odkrycie nukleotydocukrów i ich roli w syntezie węglowodanów. Był pierwszym południowoamerykańskim laureatem tej nagrody.